# Nybrostrand
Nybrostrand är en tätort i Ystads kommun i Skåne län, belägen vid kusten öster om Ystad och söder om Köpingebro.

## Befolkningsutveckling
För bebyggelsen i den östra delen av samhället avgränsade SCB en separat småort 2010, namnsatt till Nybrostrands fritidshusområde. Denna bebyggelse hade växt samman med övriga Nybrostrand 2015.
| Befolkningsutvecklingen i Nybrostrand 1970–2020 | Befolkningsutvecklingen i Nybrostrand 1970–2020 | Befolkningsutvecklingen i Nybrostrand 1970–2020 | Befolkningsutvecklingen i Nybrostrand 1970–2020 | Befolkningsutvecklingen i Nybrostrand 1970–2020 |
| ----------------------------------------------- | ----------------------------------------------- | ----------------------------------------------- | ----------------------------------------------- | ----------------------------------------------- |
|                                                 |                                                 |                                                 |                                                 |                                                 |
| År                                              |                                                 |                                                 | Folkmängd                                       | Areal (ha)                                      |
| 1970                                            | 1970                                            |                                                 | 225                                             |                                                 |
| 1975                                            | 1975                                            |                                                 | 426                                             |                                                 |
| 1980                                            | 1980                                            |                                                 | 493                                             |                                                 |
| 1990                                            | 1990                                            |                                                 | 477                                             | 59                                              |
| 1995                                            | 1995                                            |                                                 | 465                                             | 62                                              |
| 2000                                            | 2000                                            |                                                 | 472                                             | 62                                              |
| 2005                                            | 2005                                            |                                                 | 675                                             | 70                                              |
| 2010                                            | 2010                                            |                                                 | 810                                             | 83                                              |
| 2015                                            | 2015                                            |                                                 | 1 061                                           | 129                                             |
| 2020                                            | 2020                                            |                                                 | 1 338                                           | 145                                             |
| Anm.: Ny tätort 1970                            |                                                 |                                                 |                                                 |                                                 |

| Befolkningsutvecklingen i Nybrostrands fritidshusområde 2010–2010     | Befolkningsutvecklingen i Nybrostrands fritidshusområde 2010–2010 | Befolkningsutvecklingen i Nybrostrands fritidshusområde 2010–2010 | Befolkningsutvecklingen i Nybrostrands fritidshusområde 2010–2010 | Befolkningsutvecklingen i Nybrostrands fritidshusområde 2010–2010 |
| --------------------------------------------------------------------- | ----------------------------------------------------------------- | ----------------------------------------------------------------- | ----------------------------------------------------------------- | ----------------------------------------------------------------- |
|                                                                       |                                                                   |                                                                   |                                                                   |                                                                   |
| År                                                                    |                                                                   |                                                                   | Folkmängd                                                         | Areal (ha)                                                        |
| 2010                                                                  | 2010                                                              |                                                                   | 51                                                                | 11#                                                               |
| Anm.: Ny småort 2010. Sammanvuxen med Nybrostrand 2015. # Som småort. |                                                                   |                                                                   |                                                                   |                                                                   |

## Samhället
Nybrostrand är ett villasamhälle med en del sommarhusbebyggelse i den östra delen. I orten finns Ystads golfklubb och Nybrostrands camping. Badmöjligheter finns både längs stranden och på fritidsbadet.